# 3D-modellering
Indenfor 3D-computergrafik er 3D-modellering eller 3-D-modellering processen at danne en matematisk repræsentation af et objekts tredimensionelle overflade via specialiseret software. Produktet kaldes en 3D-model. 3D-modellen kan vises som et todimensionelt billede via en proces kaldet 3D-rendering eller anvendt i et fysisk fænomens computersimulation. 3D-modellen kan også skabes via 3D-printningsenheder.
3D-modeller kan skabes automatisk eller manuelt.
3D-modelleringssoftware er en klasse af 3D-grafik software anvendt til at danne 3D-modeller. Individuelle programmer i denne klasse kaldes 3D-modelleringsapplikationer.

## 3D-modeller
3D-modeller repræsenterer et 3D-objekt ved at anvende en samling af punkter i et 3D-rum, forbundet via forskellige geometriske enheder som fx trekanter, linjer, kurvede overflader osv. Da et 3D-objekt er en samling af data; (punkt og anden information), 3D-modeller skabes via indtastning, algoritmisk (procedural modellering) - eller 3D-skannet.
3D-modeller er bredt anvendt overalt indenfor 3D-computergrafik. Faktisk blev 3D-modeller brugt før anvendelse på personlige computere. Mange computerspil anvender for-renderede rasterbilleder af 3D-modeller som sprites før computere kunne rendere dem i reel tid.
I dag anvendes 3D-modeller indenfor mange forskellige felter. Den medicinske industri anvender detaljerede 3D-modeller af organer; disse kan skabes via mange 2D-billedskiver fra en MRI-skanner eller CT-skanner. Filmindustrien anvender 3D-modeller som roller og objekter til animering og film. Den videnskabelige sektor anvender 3D-modeller til at vise højdetaljerede modeller af kemiske forbindelser. 
Byggearkitekter anvender 3D-modeller til at vise forslåede bygninger og landskaber. Ingeniørvidenskaberne anvender 3D-modeller til at vise design af nye enheder, fartøjer og strukturer og en masse andet. Omkring år 2000 har geovidenskaberne startet på at skabe 3D-geologiske modeller. 3D-modeller kan også være basis for fysiske enheder som kan laves med 3D-printere eller CNC-maskiner.

### Repræsentation
Næsten alle 3D-modeller kan inddeles i to kategorier:
- Massiv - Disse 3D-modeller definerer rumfanget af objektet de repræsenterer (som fx en sten). Disse er mere realistiske, men mere besværlige at bygge. Massive 3D-modeller bliver mest anvendt til ikke-visuelle simulationer såsom medicinske og ingeniør simulationer, til CAD og specialiserede visuelle applikationer såsom ray tracing og constructive solid geometry.
- Skal/overflade - disse 3D-modeller repræsenterer overflade, fx objektgrænsen (ligesom en infinitesimal tynd æggeskal), ikke objektets rumfang. Disse 3D-modeller er lettere at arbejde med end massive 3D-modeller. Næsten alle visuelle 3D-modeller anvendt i computerspil og film er skalmodeller.

Fordi et objekts udseende stort set kun afhænger af objektets overflade, er grænseflade repræsentationer almindelige indenfor 3D-computergrafik. Todimensionelle overflader er en god analogi til de anvendte objekter indenfor grafik, selvom disse objekter ofte er ikke-mangfoldigheder (anglicisme manifold). Da overflader ikke er endelige, er en diskret digital approksimering nødvendig: polygonnet (og til en mindre grad subdivision surfaces (dansk?: underinddelte overflader)) er den mest almindelige repræsentation, selvom punkt-baserede repræsentationer er blevet mere udbredte i de senere år. Level sets er en brugbar repræsentation til deformerbare overflader som undergår mange topologiske såsom fluider.
Processen transformerende objektrepræsentationer, såsom at anvende centrum punktet af en kugle og et punkt på dens kugleskal til at få en polygonrepræsentation af en kugle, kaldes tessellation. Dette trin anvendes indenfor polygon-baseret rendering, hvor objekter omformes fra deres abstrakte repræsentationer ("primitiver") såsom kugler, kegler osv., til såkaldte polygonnet, som fx er net af forbundne trekanter. Polygonnet bestående af trekanter (i stedet for fx kvadrater) er populære, da de er lette at rendere ved at anvende skanlinje rendering. 
Polygonrepræsentationer bliver ikke anvendt i alle renderingsteknikker - og i disse tilfælde inkluderes underopdeling-trinnet ikke overgangen fra abstrakt repræsentation til renderede scener.

## 3D-modelleringsprocessen
Der er disse populære måder at repræsentere en 3D-model:
1. Polygonel modellering - Punkter i 3D-rummet, kaldes vertices bliver forbundet af linjesegmenter til at udgøre et polygonalt net. Flertallet af 3D-modeller i dag bliver bygget som tekstureret polygonale 3D-modeller, fordi de er fleksible og fordi computere kan rendere dem så hurtigt. Men polygoner er plane og kan kun approksimere kurvede flader ved at anvende mange polygoner.
2. Kurve 3D-modellering - Overfladerne bliver defineret af kurver, som influeres af parametriske vægtningsstyrepunkter. Kurven følger (men interpolerer dem ikke nødvendigvis) punkterne. Ved at øge vægtningen af et styrepunkt vil effekten være at kurven kommer tættere på styrepunktet. Kurvetyperne omfatter NURBS (eng. nonuniform rational B-spline), spline, patches og geometriske primitiver.
3. Digital sculpting - Er stadig ret ny metode til 3D-modellering, 3D-sculpting er blevet meget populær i de få år det har eksisteret. Der er pt tre typer af digital sculpting: Displacement, som for tiden er den mest udbredte anvendelse, volumetric og dynamic tessellation.

3D-modelleringstrin består af dannelse af individuelle objekter, som senere bliver anvendt i scene. Der er et antal af 3D-modelleringsteknikker - bl.a.:
- constructive solid geometry
- implicit surface
- subdivision surface

3D-modellering kan udøves ved hjælp af en dedikeret program (fx Cinema 4D, form•Z, Maya, 3ds Max, Blender 3D, Lightwave, Modo, solidThinking) eller en applikationskomponenter (Shaper, Lofter i 3DS Max) eller et scene beskrivelsessprog (som i POV-Ray). I nogle tilfælde er der ikke en striks distinktion mellem disse faser; i disse tilfælde er 3D-modellering bare en del af scene skabelsesprocessen (dette er tilfældet i fx med Caligari trueSpace og Realsoft 3D).
Komplekse materialer såsom blæsende sand, skyer og dråbetåger modelleres med partikelsystemer.

## 3D-model markedet
Der eksisterer stadig store markeder for 3D-modeller (såvel som 3D-relateret indhold, såsom teksturer, scripts, osv.) - enten for individuelle 3D-modeller eller store samlinger. Online markedspladser for 3D-indhold, såsom TurboSquid, The3DStudio, 3DExport, CreativeCrash, CGTrader, FlatPyramid, NoneCG, CGPeopleNetwork, Design Connected og DAZ 3D, tillader individuelle kunstnere at sælge indhold som de har skabt.
Blandt de mest populære 3D-printning fildelingsplatforme er Shapeways, Pinshape, Thingiverse, 3DExport, CGTrader, Threeding og MyMiniFactory.

## 3D-printning
3D-printning er en form for additiv fremstillingsteknologier hvor et tredimensionelle objekter bliver skabt ved at aflejre materialelag for materialelag.
Indenfor de senere år (2014), har der været et opsving af et antal af firmaer som tilbyder personaliserede 3D-printede 3D-objektmodeller, som er blevet skannet, renderet i tre dimensioner i computer software og som så printes efter kundens krav. 3D-modeller kan blive købt fra online-markedspladser og printet af individer eller firmaer ved at anvende kommercielt tilgængelige 3D-printere, som muliggør hjemmeproduktion af objekter såsom reservedele, 
og endda medicinsk udstyr.